# Volcanes de lodo de Berca

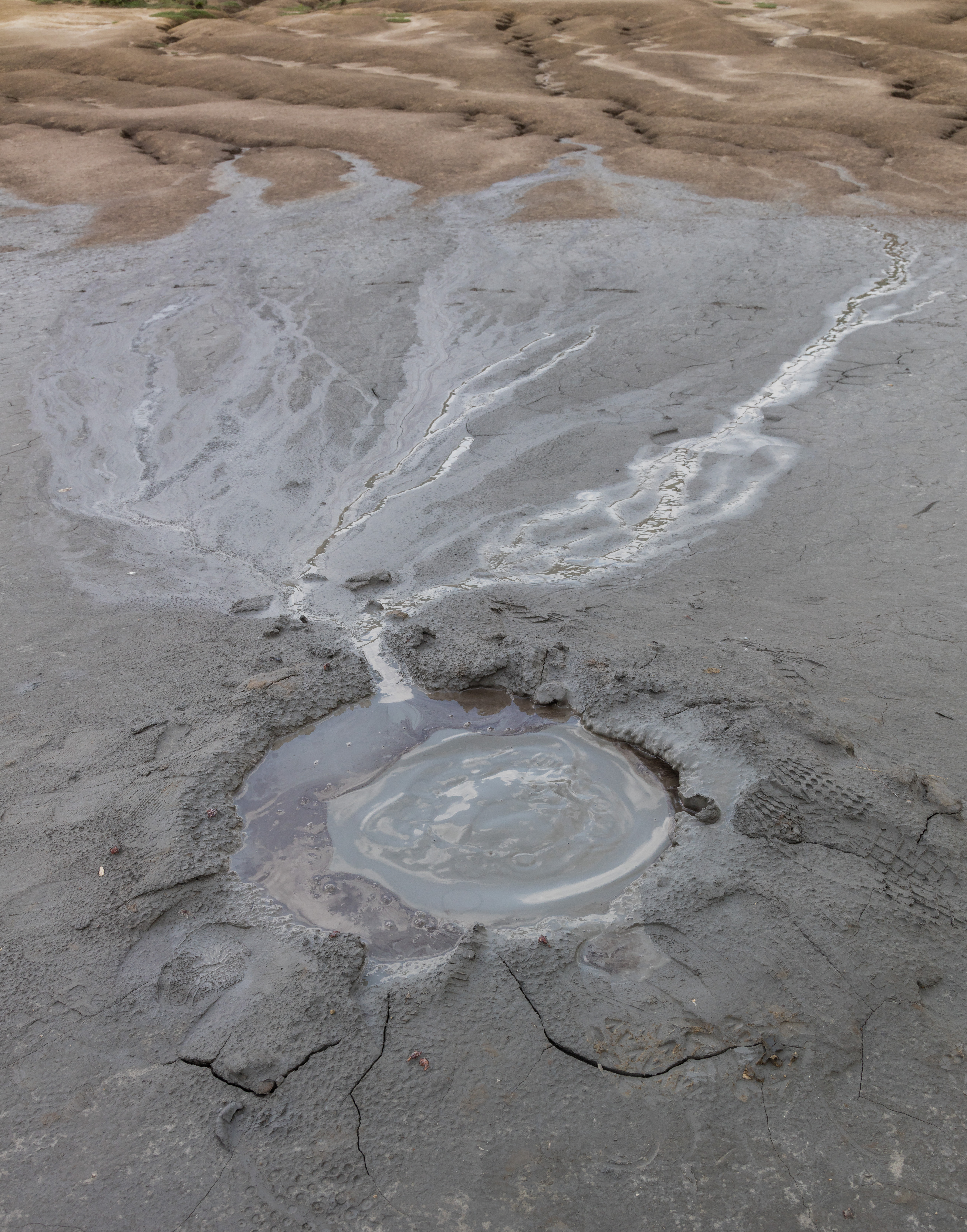
Vista de uno de los volcanes.

Los volcanes de lodo de Berca (en rumano: Vulcanii noroioși) son un espacio geológico y botánico protegido situado en el municipio de Berca, en el distrito de Buzău, Rumanía. En 1924 su superficie de 30 km² se convirtió en espacio protegido.

## Descripción
La atracción principal del área protegida son los volcanes de lodo. Se trata de un fenómeno conocido como vulcanismo frío. Los volcanes se forman gracias a gases situados a aproximadamente 3.000 m de profundidad que emergen a la superficie a través de estratos de arcilla y silicato. En la superficie el barro se seca dando lugar a estructuras similares a las de los volcanes. 
Debido al alto contenido de sal y azufre del barro, el entorno no es apto para el crecimiento de flora, aunque algunas especies de plantas resistentes a la sal se han establecido.

## Galería de imágenes

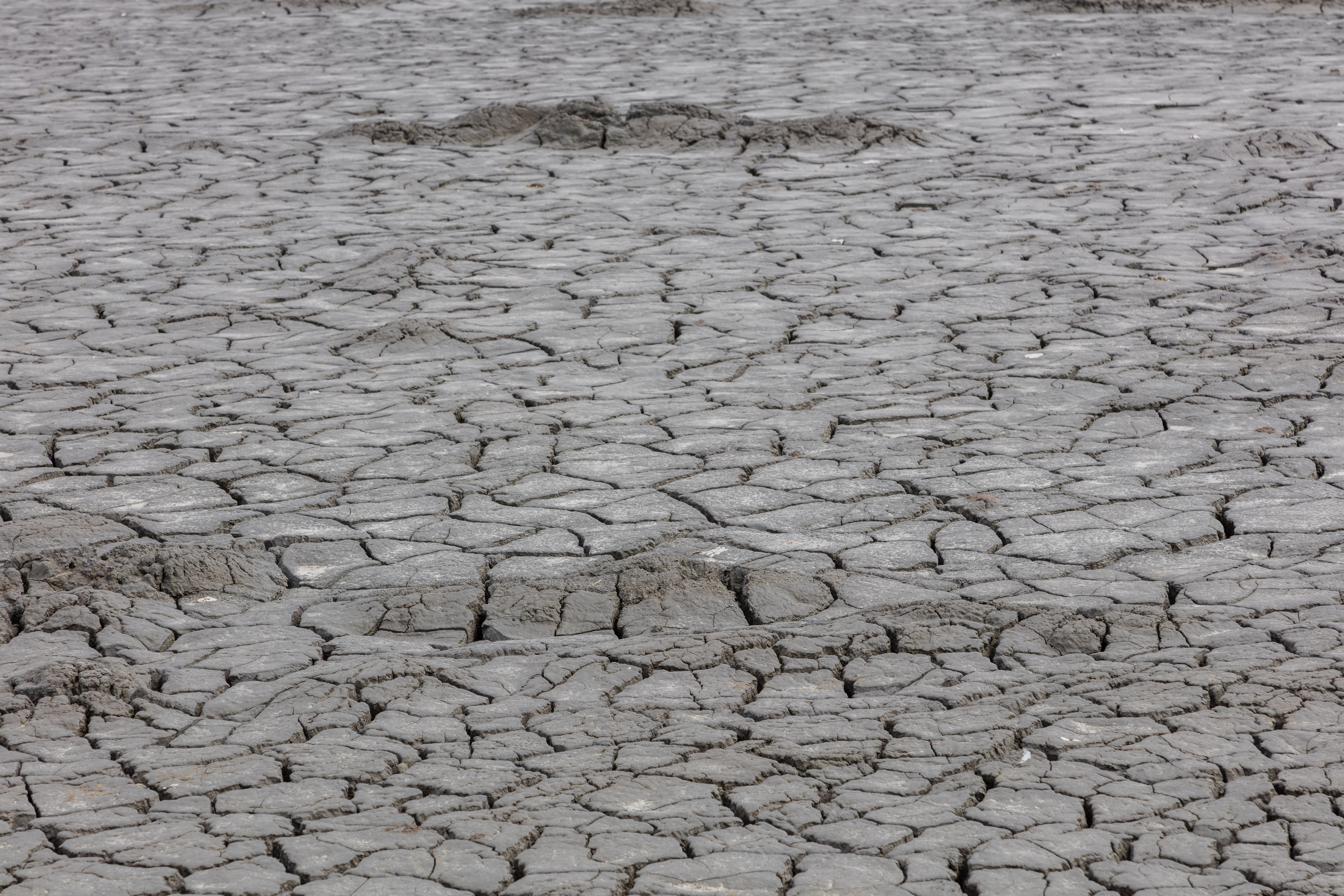
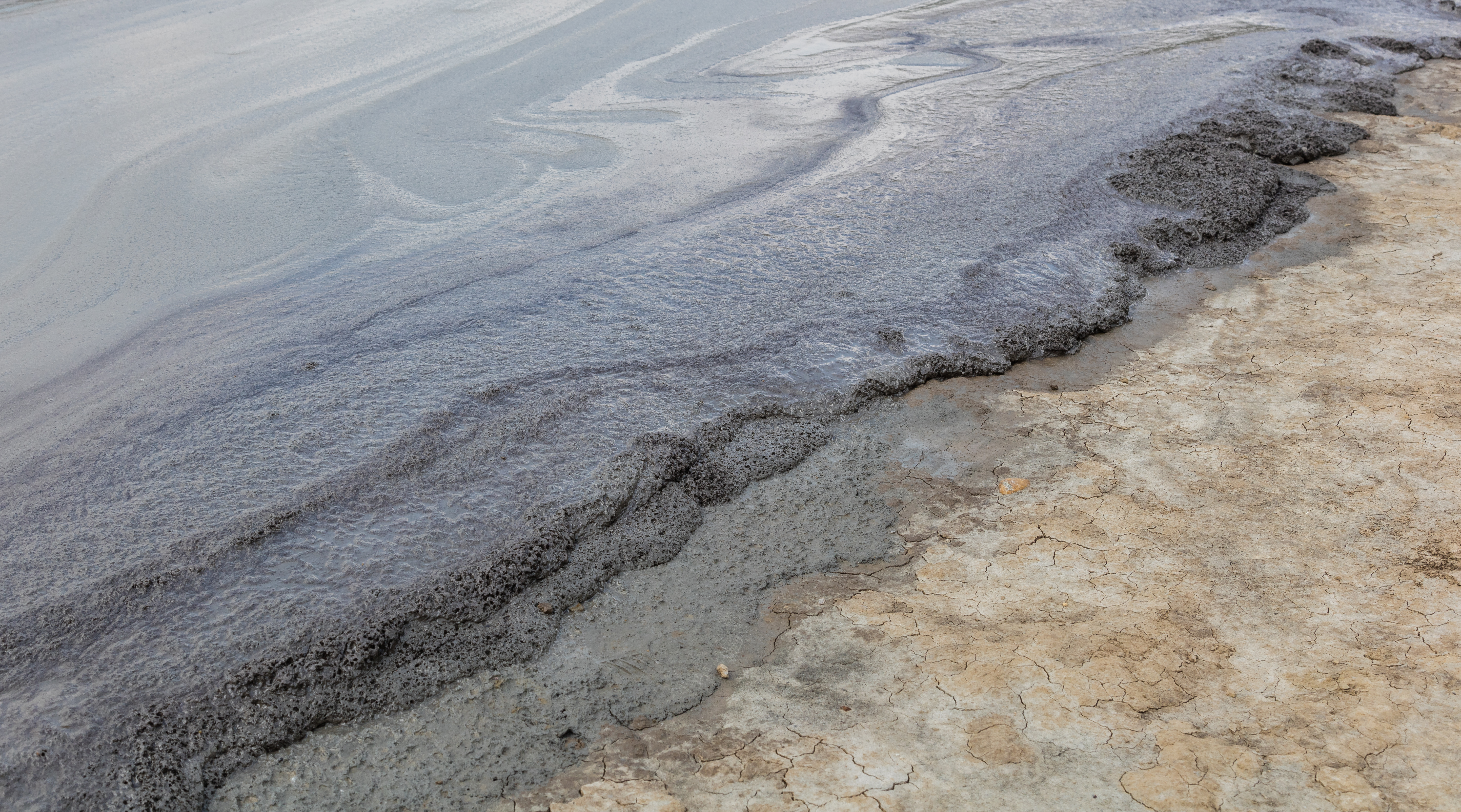
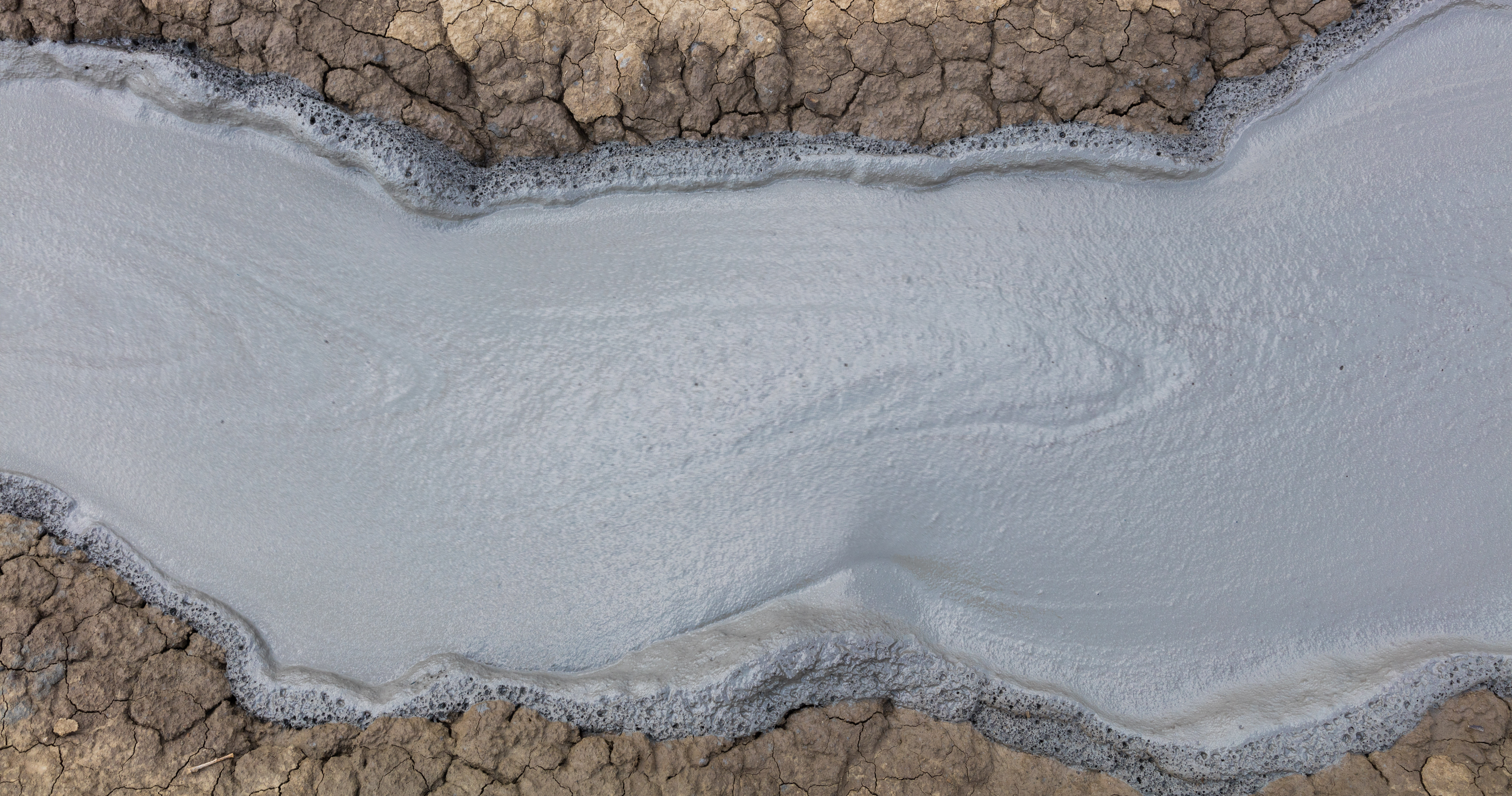
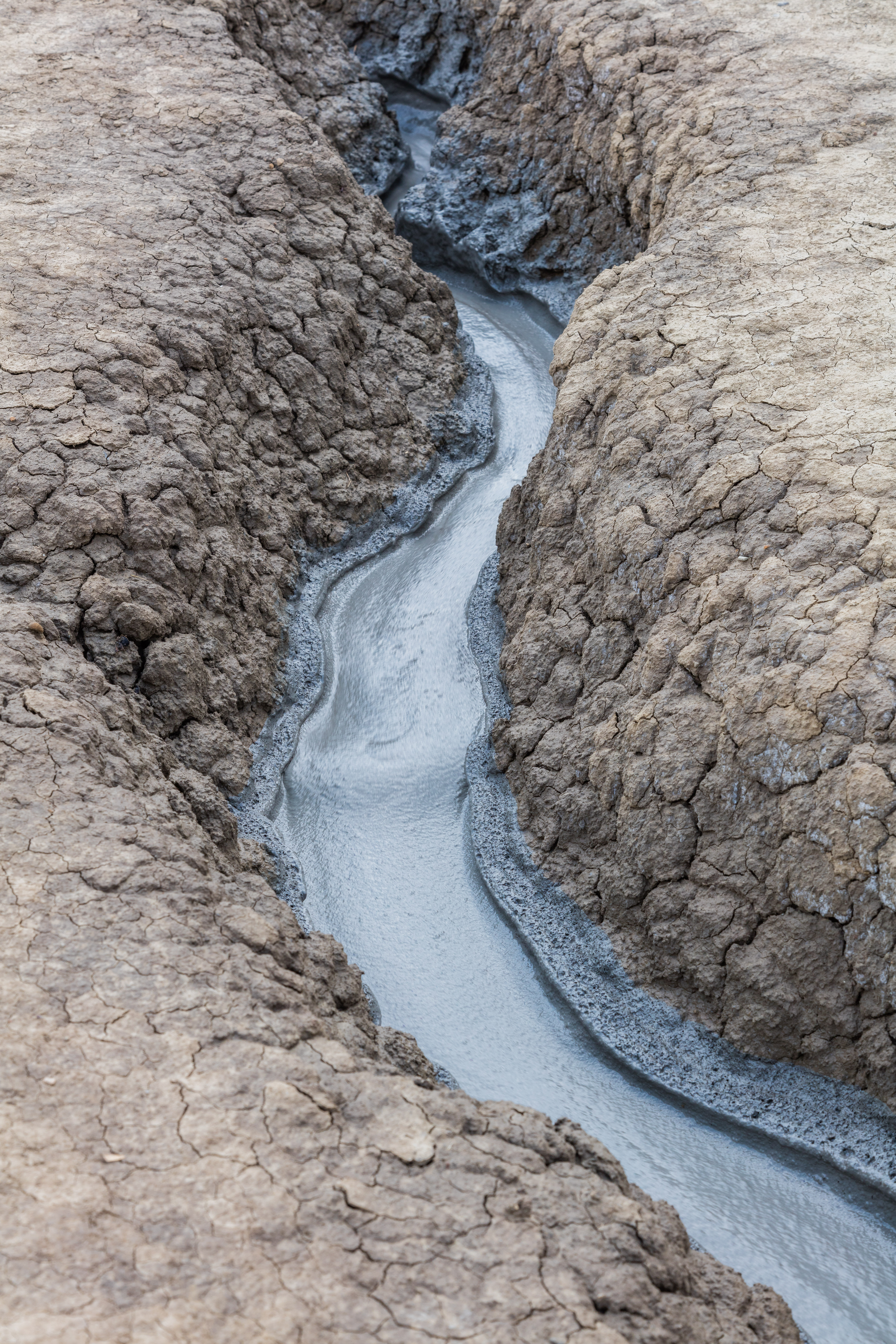
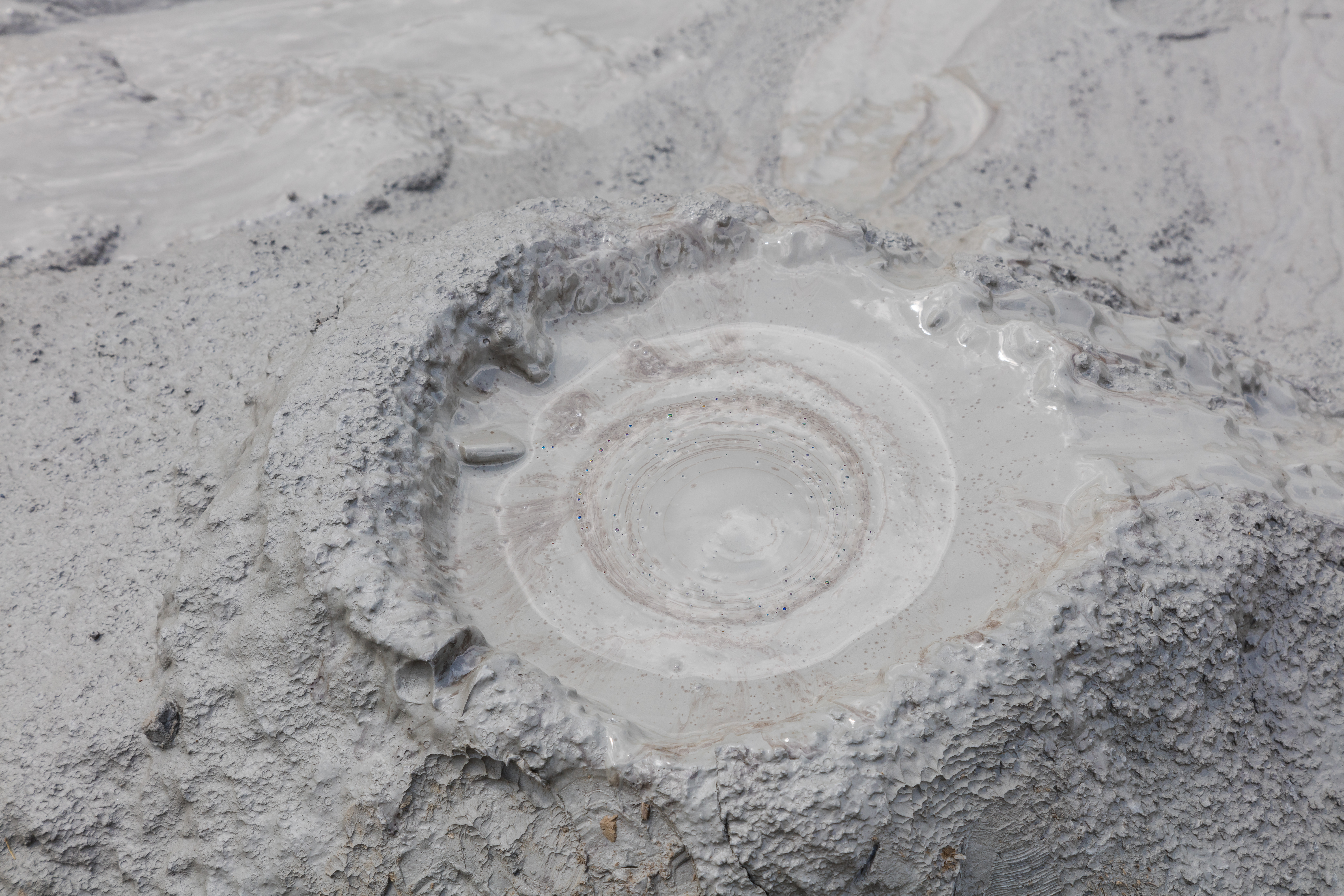
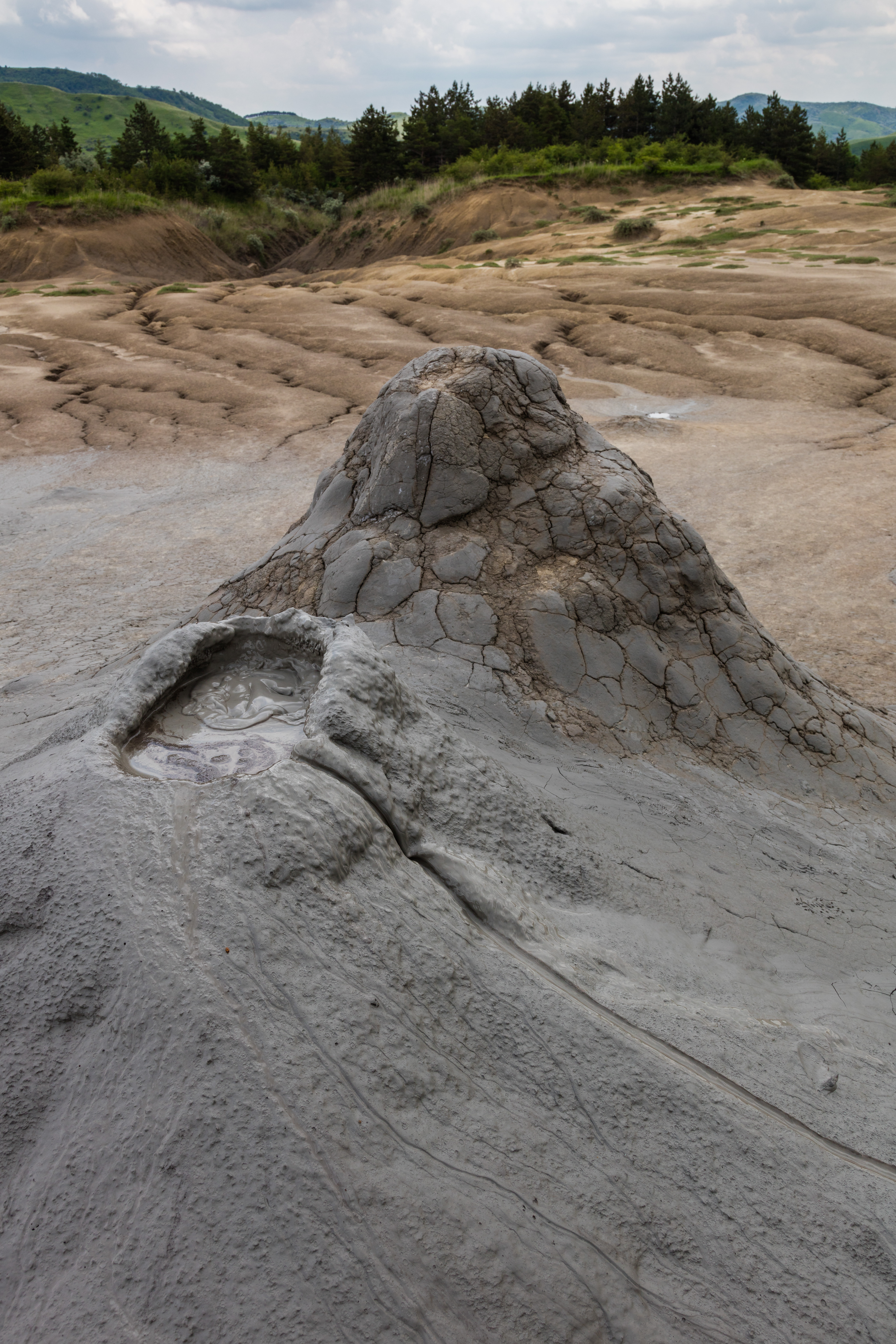
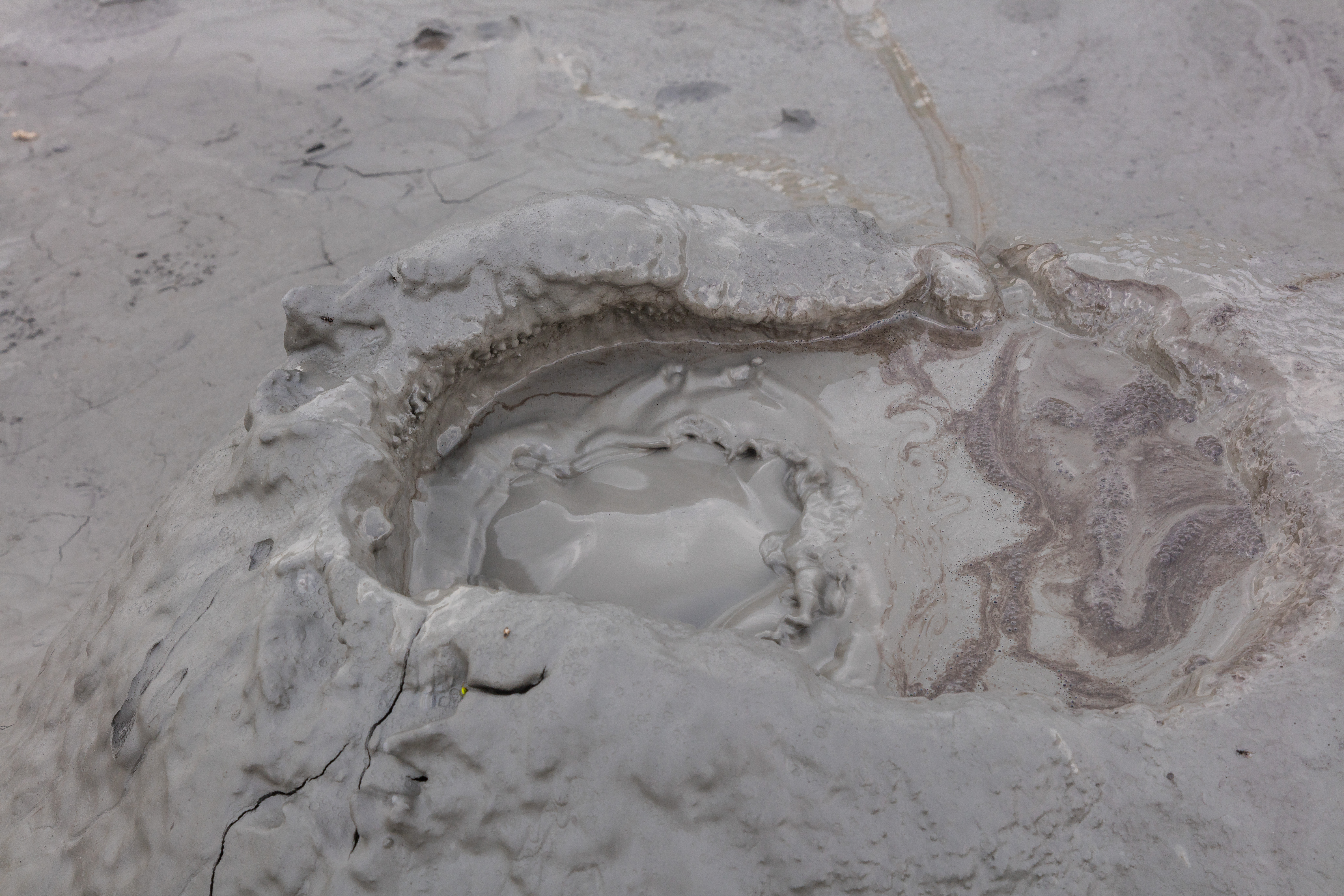
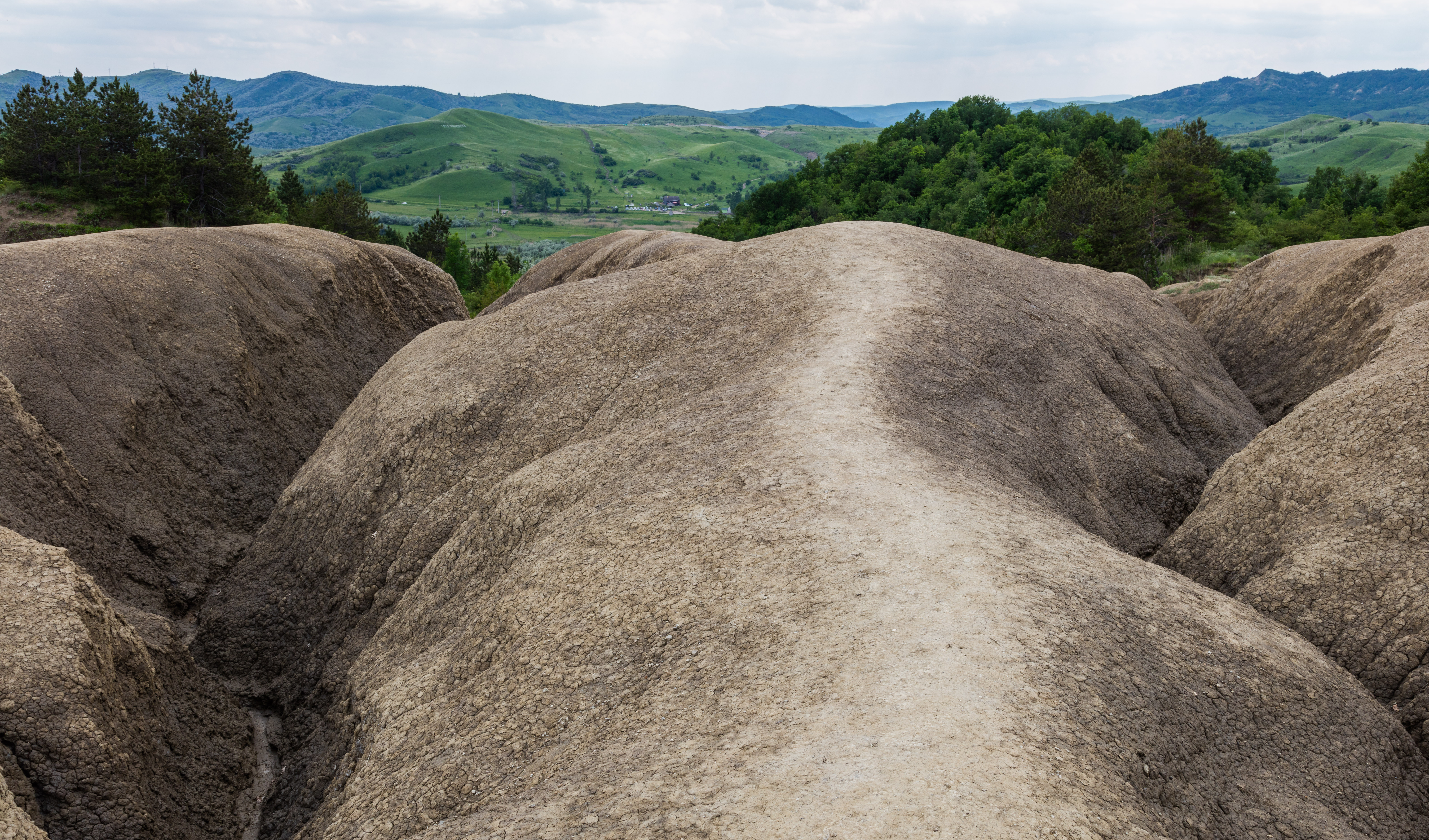
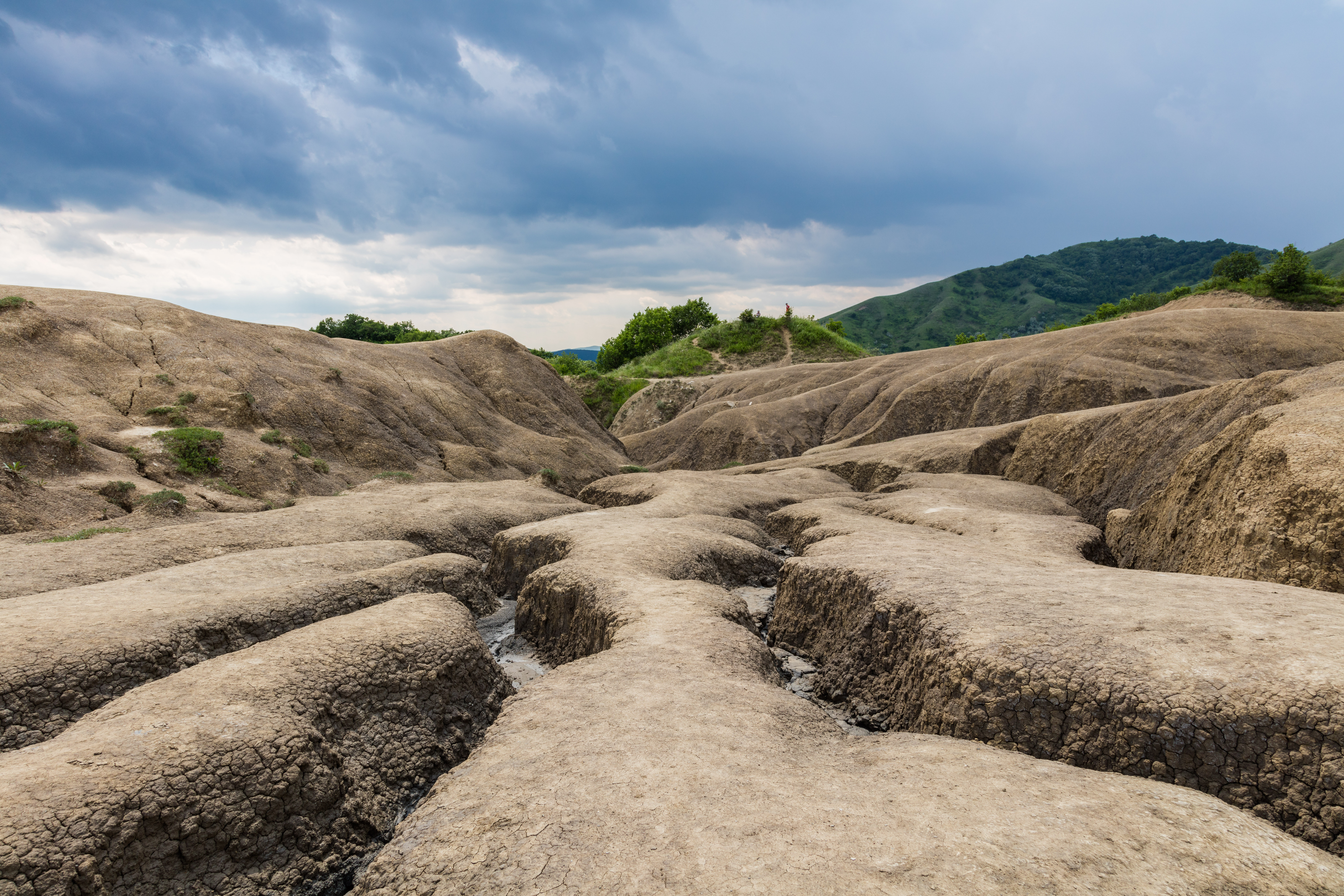